# Betäckning (veterinärmedicin)
Betäckning är, till skillnad från parning i största allmänhet, den process då ett handjur befruktar ett hondjur under kontrollerade former, ofta under övervakning av djurens skötare eller veterinärmedicinsk personal.

## Orsaker till betäckning
Betäckning sker ofta som ett medvetet led inom avelsarbete och syftar till att djurens avkomma ofta skall få specifika egenskaper. Betäckningar kan, då det gäller hästar, till exempel ske vid särskilda hingstdepåer. Ett alternativ till betäckning är artificiell insemination.